# Dusóczky Andor
Dusóczky Andor (Budapest, 1900. november 30. – Budapest, 1971. július 21.) orvos, sportorvos.

## Életpályája
1928-ban szerzett orvosi oklevelet a Pázmány Péter Tudományegyetemen. 1930-ban sportorvosi vizsgát is tett, és ezzel ő lett az első magyar okleveles sportorvos. 1928-tól a Pázmány Péter Tudományegyetemen gyakornok, 1930-tól tanársegéd volt, majd 1933-ban Budapesten rendelőt nyitott. Magánorvosi tevékenysége mellett sportorvosa volt a magyar labdarúgó, evezős, sí és tenisz válogatott keretnek is. Az 1936. évi téli olimpiai játékokon ő volt a magyar küldöttség orvosa. A második világháború után kinevezték a Testnevelési és Sportorvosi Intézet intézetvezető főorvosává. Számos cikke jelent meg sportorvosi tapasztalatairól és kutatási eredményeiről. 1963-ban vonult nyugalomba. Tevékenységét 1969-ben Dalmady Zoltán-díjjal ismerték el.

## Főbb művei
- Adatok a keringési szervek állapotának a megítéléséhez a különböző versenysportoknál (Sportorvos, 1938)
- Tízéves sportorvosi tapasztalatok a sísportban (Testnevelés, 1938)
- Az evezés egészségtana (Egészség, 1943)
- Az érelmeszesedés, a táplálkozás és a sport (Sport és Tudomány, 1963)
- Sportorvosi megfigyelések versenyző-kor utáni sportolóknál (Testnevelési Főiskola Tudományos Közlemények, 1969)